# Roviano
Roviano település Olaszországban, Lazio régióban, Róma megyében. Lakosainak száma 1234 fő (2023. január 1.). Roviano Anticoli Corrado, Arsoli, Cineto Romano, Mandela, Marano Equo és Riofreddo községekkel határos.

## Népesség
A település lakossága az elmúlt években az alábbi módon változott:
| Lakosok száma | 1334 | 1341 | 1234 |
|               | 2017 | 2018 | 2023 |